# Brachymeles
Brachymeles là một chi rắn mối (thằn lằn trong họ Scincidae). Đa số các loài trong chi là đặc hữu của một số hệ sinh thái đảo nhất định ở Philippines. Vào năm 2018, Hiệp hội Động vật học London thông qua Chương trình tồn tại EDGE đã liệt kê loài giun da nhỏ Cebu (Brachymeles cebuensis) là loài bò sát có nguy cơ tuyệt chủng toàn cầu và khác biệt về mặt tiến hóa thứ 80 trên thế giới, khiến nó trở thành thành viên nguy cấp nhất của chi Brachymeles.

## Loài
Các loài sau đây được chấp nhận tại The Reptile Database:
- Brachymeles apus Hikida, 1982
- Brachymeles bicolandia Siler et al., 2011
- Brachymeles bicolor (Gray, 1845)
- Brachymeles boholensis W.C. Brown & Rabor, 1967
- Brachymeles bonitae A.M.C. Duméril & Bibron, 1839
- Brachymeles boulengeri Taylor, 1922
- Brachymeles brevidactylus Siler et al., 2011
- Brachymeles cebuensis W.C. Brown & Rabor, 1967 - listed as an EDGE species by the Zoological Society of London[2]
- Brachymeles cobos Siler et al., 2011
- Brachymeles dalawangdaliri Davis et al., 2016
- Brachymeles elerae Taylor, 1917
- Brachymeles gracilis (Fischer, 1885)
- Brachymeles hilong W.C. Brown & Rabor, 1967
- Brachymeles ilocandia Siler et al., 2016
- Brachymeles isangdaliri Davis et al., 2014
- Brachymeles kadwa Siler & R.M. Brown, 2010
- Brachymeles libayani Siler et al., 2011
- Brachymeles ligtas Geheber et al., 2016
- Brachymeles lukbani Siler et al., 2010
- Brachymeles makusog Siler et al., 2010
- Brachymeles mapalanggaon Davis et al., 2014
- Brachymeles mindorensis W.C. Brown & Rabor, 1967
- Brachymeles minimus W.C. Brown & E.L. Alcala, 1995
- Brachymeles miriamae (Heyer, 1972)
- Brachymeles muntingkamay Siler et al., 2009
- Brachymeles orientalis W.C. Brown & Rabor, 1967
- Brachymeles paeforum Siler et al., 2011
- Brachymeles pathfinderi Taylor, 1925
- Brachymeles samad Siler et al., 2012
- Brachymeles samarensis W.C. Brown, 1956
- Brachymeles schadenbergi (Fischer, 1885)
- Brachymeles suluensis Taylor, 1918
- Brachymeles talinis W.C. Brown, 1956
- Brachymeles taylori W.C. Brown, 1956
- Brachymeles tiboliorum Siler et al., 2012
- Brachymeles tridactylus W.C. Brown, 1956
- Brachymeles tungaoi Siler & R.M. Brown, 2010
- Brachymeles vermis Taylor, 1918
- Brachymeles vindumi Siler & R.M. Brown, 2010
- Brachymeles vulcani Siler et al., 2012
- Brachymeles wrighti Taylor, 1925